# Меридіунгуляти
Меридіунгуляти або Південноамериканські копитні (Meridiungulata) — група викопних ссавців, що належать до когорти Лавразіотерії (Laurasiatheria) та були ендеміками Південної Америки. Через географічну ізоляцію Південної Америки в період кайнозою, серед південноамериканських копитних відбулося істотне розшарування їх представників і заняття різних екологічних ніш. Існували види, що нагадували внаслідок конвергентної еволюції сучасних коней, верблюдів і носорогів, не будучи їхніми родичами. Загальними ознаками південноамериканських копитних залишалася будова зубів і наявність копит. Як правило, ці тварини були рослиноїдними й живилися, залежно від середовища проживання, різними видами рослин.
З'явилися перші меридіунгуляти у палеоцені та вимерли у плейстоцені. Найбільшим рядом групи були нотоунгуляти, що об'єднують понад 100 видів тварин, розмірами від зайця до бегемота. Далі, в міру зменшення видового складу, слідують ряди літоптерни, астрапотерії і піротерії, найнезвичайніші тварини з групи. Їх знайшли в міоценових відкладеннях Аргентини.
Череп токсодона (Toxodon platensis) з Лондонського Музею природної історії був знайдений в плейстоценових відкладеннях біля Монтевідео, Уругвай. Чарлз Дарвін, здійснюючи подорож углиб континенту, почув про дивну знахідку і врятував її для науки, викупивши у місцевих хлопчаків, що жбурляли в неї камінням.
Зовні ці тварини до деякої міри нагадують представників фауни інших континентів, що, безсумнівно, пов'язано з подібними умовами проживання: жителі рівнин зазвичай мають довгі легкі кінцівки зі скороченим числом пальців; зуби рослиноїдних тварин мають високі коронки, що пов'язано з необхідністю перетирати їжу. І хоча сьогодні, реконструюючи древніх копитних, дослідники виходять з адаптаційних особливостей, які спостерігаються у сучасних оленів, антилоп, коней, носорогів, всі південноамериканські нотоунгуляти анатомічно значно відрізнялися від цих тварин. У відкладеннях раннього еоцену у Вайомінгу, (США), та Монголії було знайдено кілька дрібних нотоунгулят, але вони не залишили після себе нащадків. Можливо, вони не витримали конкуренції з іншими ссавцями. А ось в Південній Америці нотоунгуляти процвітали й зуміли протриматися аж до плейстоцену. Найвідомішим представником цієї групи є токсодон (Toxodon platensis), розміром з гіпопотама. Залишки цієї тварини виявив Чарльз Дарвін під час знаменитої експедиції на корабля «Бігль».

## Класифікація
- †Meridiungulata
  - Amilnedwardsia (Notopterna?)
  - Ряд †Notoungulata
    - Підряд †Notioprogonia
      - †Henricosborniidae
      - †Notostylopidae

    - Підряд †Toxodontia
      - †Isotemnidae
      - †Notohippidae
      - †Leontiniidae
      - †Toxodontidae
      - †Homalodotheriidae

    - Підряд Typotheria
      - †Oldfieldthomasiidae
      - †Interatheriidae
      - †Archaeopithecidae
      - †Mesotheriidae
      - †Campanorcidae

    - Підряд Hegetotheria (Typotheria?)
      - †Archaeohyracidae
      - †Hegetotheriidae

  - Ряд †Litopterna (Panameriungulata)
    - †Protolipternidae
    - †Notonychopidae (Notopterna?)
    - †Macraucheniidae
    - †Adianthidae
    - †Proterotheriidae

  - Ряд †Astrapotheria
    - †Eoastrapostylopidae
    - †Trigonostylopidae (Trigonostylopoidae?)
    - †Astrapotheriidae

  - Ряд †Pyrotheria
    - †Colombitheriidae
    - †Pyrotheriidae

  - Ряд †Xenungulata
    - †Carodniidae